# Herbert Walter Levi
Herbert Walter Levi (2 de gener de 1921 – 3 de novembre de 2014) fou professor emèrit de zoologia i conservador de Aracnologia al Museu de Zoologia comparada (Museum of Comparative Zoology), de la Universitat Harvard. Va néixer a Alemanya i es va educar allà; posteriorment anà a Leighton Park School, Reading (Berkshire), a Anglaterra. Després va estudiar a la Universitat de Connecticut i a la de Wisconsin. Levi és autor, aproximadament, d'uns 150 articles científics relacionats amb les aranyes i la conservació biològica. És l'autor de la popular guia daurada Spiders and their Kin, amb Lorna Rose Levi (la seva muller) i Herbert Spencer Zim.
L'any 2007 va rebre el Premi Eugène Simon de la Societat Internacional de Aracnologia. I fou elegit membre honorari d'aquesta Societat. Ha format part del comitè editorial de la Journal of Arachnology.

## Taxons dedicats o descrits
El gènere de pseudoescorpí Levichelifer, l'espècie d'aranya Anisaedus levii és anomenada així en honor seu; també l'amblipigi Phrynus levii.

### Taxons dedicats
Llista de taxons en el seu honor:
- Tmarus levii Chickering, 1965
- Anisaedus levii Chickering, 1966
- Phrynus levii Quintero, 1981
- Wagneriana levii Pinto-da-Rocha & Buckup, 1995
- Argiope levii Bjørn, 1997
- Echinotheridion levii Ramírez & González, 1999
- Metazygia levii Santos, 2003

### Taxons descrits
Alguns dels taxons descrits:
- Allocyclosa Levi, 1999
- Alpaida dominica Levi, 1988
- Amazonepeira Levi, 1989
- Araneus bimini Levi, 1991
- Argiope caledonia Levi, 1983
- Argiope mascordi Levi, 1983
- Argiope ponape Levi, 1983
- Argiope savignyi Levi, 1968
- Argiope truk Levi, 1983
- Cabello Levi, 1964
- Cabello eugeni Levi, 1964
- Chrysometa eugeni Levi, 1986
- Chrysometa guadeloupensis Levi, 1986
- Chrysso arima Levi, 1962
- Cryptachaea chiricahua (Levi, 1955)
- Cryptachaea fresno (Levi, 1955)
- Cryptachaea parana (Levi, 1963)
- Cryptachaea rapa (Levi, 1963)
- Cyclosa ojeda Levi, 1999
- Dubiepeira Levi, 1991
- Echinotheridion Levi, 1963
- Galaporella Levi, 2009
- Galaporella thaleri Levi, 2009
- Hingstepeira arnolisei Levi, 1995
- Hingstepeira Levi, 1995
- Hypognatha tocantins Levi, 1996
- Jamaitidion jamaicense (Levi, 1959)
- Kapogea Levi, 1997
- Latrodectus dahli Levi, 1959
- Lewisepeira Levi, 1993
- Manogea Levi, 1997
- Mastophora alachua Levi, 2003
- Mastophora felda Levi, 2003
- Mastophora rabida Levi, 2003
- Mastophora satsuma Levi, 2003
- Mastophora seminole Levi, 2003
- Meta dolloff Levi, 1980
- Metazygia bahama Levi, 1995
- Metazygia ipago Levi, 1995
- Metazygia isabelae Levi, 1995
- Metazygia redfordi Levi, 1995
- Metleucauge Levi, 1980
- Micrepeira smithae Levi, 1995
- Molinaranea fernandez Levi, 2001
- Neogea Levi, 1983
- Nicolepeira Levi, 2001
- Paratheridula Levi, 1957
- Rubrepeira Levi, 1992
- Spinepeira Levi, 1995
- Spinepeira schlingeri Levi, 1995
- Styposis camoteensis (Levi, 1967)
- Tatepeira Levi, 1995
- Tekellina Levi, 1957
- Theridion anson Levi, 1967
- Theridion cazieri Levi, 1959
- Theridion dominica Levi, 1963